# Eau de Bérard
Pour les articles homonymes, voir Bérard.
L'eau de Bérard est un torrent de France, sous-affluent du Rhône par l'eau Noire puis le Trient.

## Géographie
L'eau de Bérard est un cours d'eau qui naît aux pieds des aiguilles Rouges, sur la commune de Vallorcine, en Haute-Savoie, de la fonte du glacier de Bérard situé sur l'ubac de l'aiguille du Belvédère. Rejoint par de nombreux autres petits torrents qui convergent au fond d'un petit cirque non loin du refuge de la Pierre à Bérard sous le col de Salenton, le cours d'eau se dirige vers le nord-est en empruntant le vallon de Bérard, une petite vallée glaciaire suspendue qui débouche sur celle de l'eau Noire en aval du col des Montets ; l'eau de Bérard y forme une cascade au-dessus du hameau du Coutteray. La confluence entre les deux cours d'eau se fait un peu plus en aval, juste après le hameau des Montets.
La longueur de son cours est de 5,97 kilomètres, en totalité sur la commune de Vallorcine.
La réserve naturelle nationale du Vallon de Bérard couvre les sources du torrent, sur la moitié méridionale du cirque en amont du vallon, et celle des Aiguilles-Rouges sa rive droite dans le vallon jusqu'à la cascade. Dans le vallon, le torrent est longé en rive gauche par le GRP Tour du Pays du Mont-Blanc.

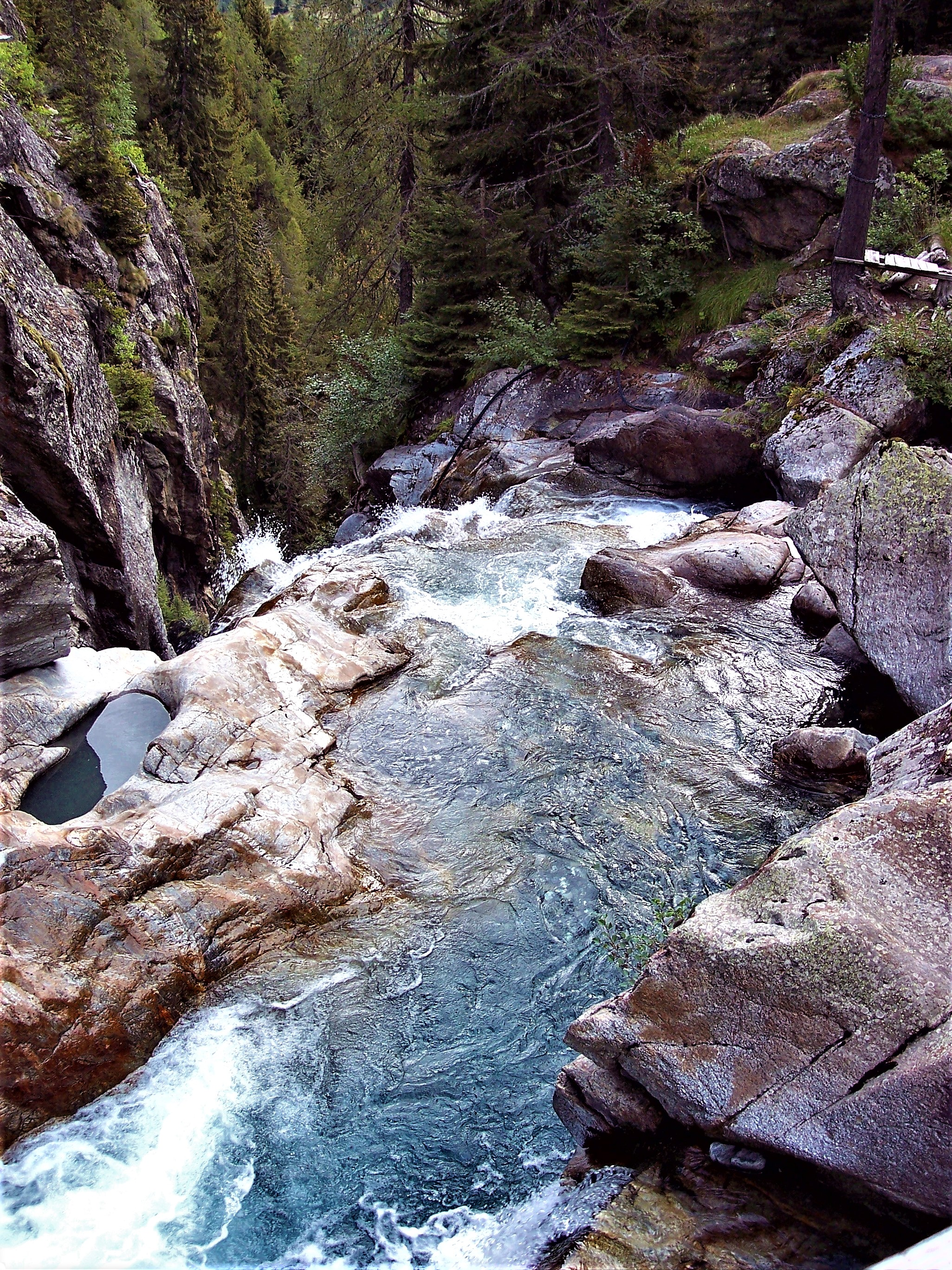
Vue de la cascade de Bérard depuis le sommet de la chute d'eau.

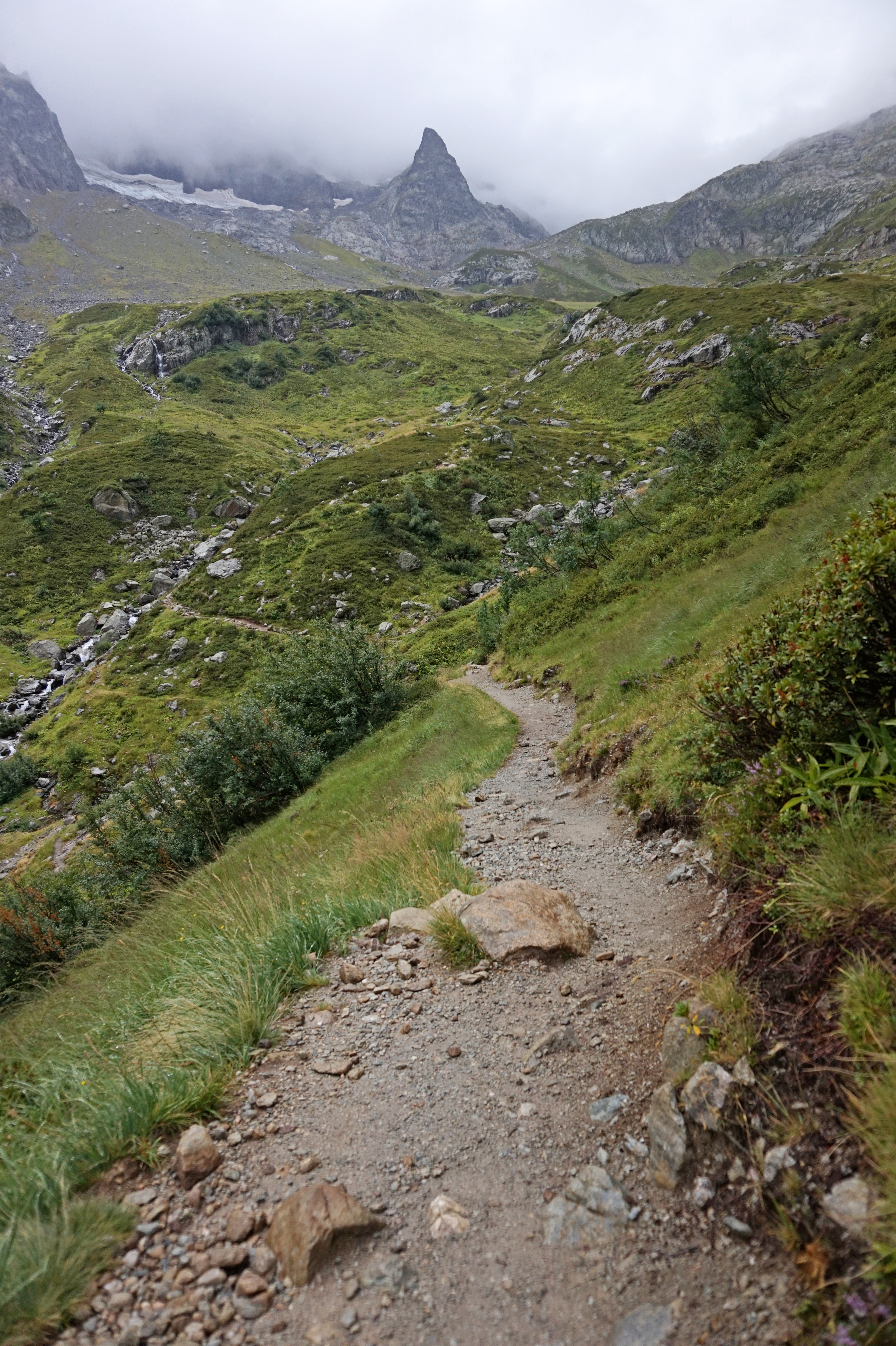
Le GRP Tour du Pays du Mont-Blanc avec au fond l'aiguille du Mort dans la réserve naturelle nationale du Vallon de Bérard.